# 510年
| 千纪： | 1千纪                                                                                           |
| 世纪： | 5世纪 \| 6世纪 \| 7世纪                                                                         |
| 年代： | 480年代 \| 490年代 \| 500年代 \| 510年代 \| 520年代 \| 530年代 \| 540年代                       |
| 年份： | 505年 \| 506年 \| 507年 \| 508年 \| 509年 \| 510年 \| 511年 \| 512年 \| 513年 \| 514年 \| 515年 |
| 纪年： | 庚寅年（虎年）；北魏永平三年；柔然建昌三年；南朝梁天监九年；高昌承平九年，义熙元年              |

## 大事记
- 南朝梁開始施行祖冲之創制的大明曆。

## 出生
- 4月8日：魏孝明帝，南北朝時期北魏的皇帝。
- 魏孝武帝